# 卫平
卫平（?—?），春秋时宋国博士。
宋元王二年（前530年），泉阳渔夫豫且举网捕获一个大龟，大龟向宋元王托梦，说自己是长江神派向黄河神的使者。宋元王告诉卫平，想要放掉大龟。卫平劝宋元王留神龟以为国重宝。二人辩论很久，最终卫平说服宋元王。宋元王斋戒祭祀，杀掉大龟，用龟甲作为龟卜，隆祀鬼神。卫平得宠而任宋相，这个故事说当时宋国最强，靠的是神龟的力量。程珌《沁园春·读史记有感》称“江神吏，灵能脱罟，不发卫平蒙。”即灵龟的神通能使其摆脱渔者豫且的笼子，却不能令卫平无言。卫平肯定人的主观能动性在改造客观事物过程中的重要作用，指出强力疾作是事物的纲领，并指出应与客观规律相结合，从而否定了天命论。对墨子以强争胜的思想形成，具有一定影响。